# Philematium rugosum
Philematium rugosum är en skalbaggsart som beskrevs av Hintz 1919. Philematium rugosum ingår i släktet Philematium och familjen långhorningar.
Artens utbredningsområde är Ghana. Inga underarter finns listade i Catalogue of Life.